# Golf-Marshal
Ein Marshal beim Golf, ist ein Organ, das die Platzkontrolle gewährleistet (nicht zu verwechseln mit einem Platzrichter: Schiedsrichter), den Spielfluss auf der Golfanlage regelt und für die Einhaltung der Hausordnung und Platzregeln sorgt.

Neben dem Starten von Turnieren gehört es auch zu den Aufgaben, auf die Einhaltung der Etikette beim Spiel und den Spielern zu achten und im Notfall Erste Hilfe zu leisten.

Für einen Marshal ist keine besondere Ausbildung erforderlich, Golferfahrung sollte jedoch eine zwingende Voraussetzung sein. Es werden zudem Seminare, z. B. vom BGV, angeboten, die dem Marshal mehr Professionalität vermitteln.